# Сычков, Алексей Михайлович
Алексей Михайлович Сычков (бел. Аляксей Міхайлавіч Сычкоў; 4 февраля 1992, Могилёв, Беларусь) — белорусский футболист, игрок мини-футбольного клуба «Динамо-БНТУ».

## Карьера
Воспитанник могилёвской СДЮШОР-7. Первый тренер — Валерий Семёнович Чаплыгин. Выступал за дубль «Савита» и БАТЭ. В 2009-12 годах — игрок юношеских и молодёжных сборных Беларуси.
Мини-футбол
С сезона 2012/13 годов выступает за мини-футбольный клуб «Динамо-БНТУ». В составе молодёжной сборной Беларуси принимал участие в международном турнире «Петербургская осень 2012». Серебряный призёр (2013) и победитель (2014) Республиканской Универсиады в составе сборной БНТУ. Бронзовый призёр студенческого чемпионата мира 2014.